# Хилмар-Ервин (Калифорнија)
Хилмар-Ервин (енгл. Hilmar-Irwin) насељено је место без административног статуса у америчкој савезној држави Калифорнија.

## Демографија
По попису из 2010. године број становника је 5.197, што је 390 (8,1%) становника више него 2000. године.
| Група             | 2000.         | 2010.         |
| Белци             | 3.524 (73,3%) | 4.068 (78,3%) |
| Афроамериканци    | 17 (0,4%)     | 15 (0,3%)     |
| Азијати           | 115 (2,4%)    | 87 (1,7%)     |
| Хиспаноамериканци | 595 (12,4%)   | 916 (17,6%)   |
| Укупно            | 4.807         | 5.197         |